# Multi-band
Nel settore delle telecomunicazioni, i termini dual-band, tri-band, quad-band, penta-band e più in generale multi-band, si riferiscono a un dispositivo (specialmente per i telefoni cellulari) che supporta frequenze multiple per la comunicazione. Si può quindi parlare di sistemi a multi banda.
Nel caso mobile, vi è il problema di supportare il roaming tra differenti Stati (che quindi utilizzano frequenze differenti) e un sistema multi bande può essere utilizzato come soluzioni, trovando una frequenza di trasmissione in comune.

## Esempi
- Il sistema dual-band offre due bande una a 900 e l'altra a 1800 MHz.
- Il sistema tri-band aggiunge alle prime due anche una banda a 1900 MHz. Il primo telefono a tre bande è stato il Motorola Timeport. Questo tipo di telefoni erano molto utili a coloro che negli anni passati volevano comunicare con il loro telefono dall'America.
- Il sistema quad-band aggiunge la banda a 850 MHz (utilizzata in Sudamerica).
- Il sistema penta-band aggiunge la banda a 2100 Mhz. Attualmente il sistema penta-band è disponibile solo in Giappone, ma in futuro arriverà anche in Europa. Il primo telefonino penta-band è stato il Nokia N8